# Revolta de Thérisso
La revolta de Thérisso (en grec, Η Επανάσταση του Θερίσου) és un episodi de la història de Creta. Va ser una insurrecció que va esclatar el març de 1905 contra el govern de Creta, aleshores autònom. Va ser dirigit per Elevthérios Venizelos i pren el nom del poble natal de la mare de Venizelos, Thérisso, que és la seu d'aquesta revolta.
La revolta de Thérisso sorgeix del conflicte entre Eleftherios Venizelos i el príncep Jordi de Grècia pel futur de l'illa, en particular per la qüestió de la unió de Creta amb Grècia.
Encara que va començar el març de 1905, la revolta té els seus orígens ja l'any 1901 amb la destitució de Venizelos del govern de Creta per part del príncep Jordi. L'oposició entre Venizelos i el príncep es precipita per l'actitud d'aquest últim en els afers internacionals i per la seva negativa a dialogar amb els seus consellers en els afers interns de l'illa. El març de 1905 va començar la revolta del Thérisso. Els seus dos objectius van ser unir Creta amb Grècia i establir un poder més democràtic a l'illa.
La revolta de Thérisso permet a Elevthérios Venizelos establir una mica més la seva notorietat a Creta. Aquesta celebritat va més enllà de les fronteres de l'illa i Grècia. La insurrecció va obrir les portes a Venizelos d'una carrera política a Grècia.

## Context

### La Creta autònoma
El 1897, Creta va deixar d'estar sota la dominació otomana. L'illa vol unir-se a Grècia, però les «Grans Potències europees» (França, Regne Unit, Rússia, Alemanya, Itàlia i Àustria-Hongria) s'hi oposen. Un compromís va portar a la creació d'un estat autònom, sota la sobirania otomana i del qual el príncep Jordi de Grècia, segon fill del rei Jordi I de Grècia, va ser nomenat Alt Comissari. Això al seu torn nomena Elevthérios Venizelos al càrrec de primer ministre.
Molt ràpidament apareixen dissensions entre els dos homes. La seva primera baralla es deuria a la construcció d'un palau per al príncep Jordi. Poc després de la seva arribada a l'illa, aquest últim expressa el seu desig de fer construir un palau. Venizelos, per la seva banda, protesta perquè un palau seria símbol de permanència per a un poder que considera transitori a l'espera de la unió de Creta amb Grècia. El príncep, molest, finalment no construeix el seu palau..

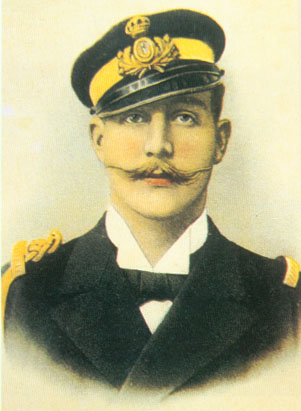
El príncep Jordi de Grècia
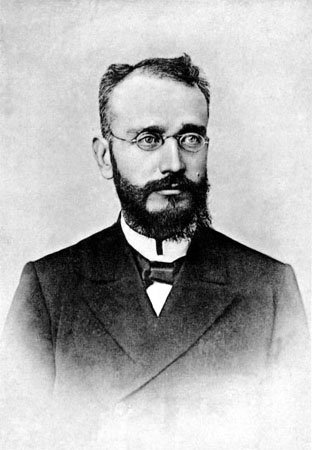
Elevthérios Venizelos

Però el principal punt de desacord entre els dos homes es refereix a la seva visió del govern de l'illa. Encara que escriptor principal de la Constitució (en particular dels articles que garanteixen les llibertats individuals o la igualtat de cristians i musulmans), Venizelos la considera massa conservadora i atorga massa drets al príncep. L'assemblea cretenca té pocs drets i només es reuneix un cop cada dos anys. A més, els ministres són més consellers del príncep i només aquest pot ratificar les lleis.
Pel que fa a les relacions internacionals, Jordi de Grècia és l'única persona autoritzada per tractar amb les Grans Potències, com ho demostra l'absència d'un ministre d'Afers Exteriors. Té en compte l'annexió de l'illa per Grècia, sense tenir cura de consultar els seus consellers i té moltes discussions sobre aquest tema amb els ministres d'Afers Exteriors russos, francesos, italians i britànics. Quan, l'estiu de 1900, es va preparar per fer una gira per les corts europees, el príncep va dir:
| « | Quan viatgi a Europa, buscaré l'annexió de les Potències, i espero aconseguir-ho gràcies a les meves connexions familiars. | » |

Tanmateix, Venizelos considera prematura la unió de Creta amb Grècia, sobretot perquè les institucions cretenques són encara inestables. D'altra banda, defensa la creació d'un exèrcit cretenc, després la retirada de les tropes europees. El control internacional disminuiria així i l'illa podria unir-se amb Grècia. Tanmateix, aquest plantejament va ser mal percebut per l'opinió pública i els diaris atenesos que estaven impacients per veure l'èxit de la unió..

### L'acomiadament de Venizelos
El febrer de 1901, les Potències van rebutjar qualsevol canvi relatiu a l'estatus de l'illa. Tot i que això demostra la correcció de la visió de Venizelos, i encara que el príncep Jordi ho admet públicament, és el ministre qui està atacat per la premsa..
Venizelos va presentar la seva renúncia en dues ocasions; primer el 5 de març de 1901, al·legant motius mèdics, després el 18 de març de 1901, explicant que no podia treballar mentre es trobava en permanent desacord amb els seus companys i l'Alt Comissari. El príncep Jordi es nega a deixar-lo dimitir i prefereix acomiadar-lo per insubordinació. El 20 de març de 1901, cartells a les parets de Khanià anuncien l'acomiadament de Venizelos per part del príncep..
Als diaris es fa una campanya contra Venizelos després de la seva marxa. Els articles, presumiblement escrits pel secretari del príncep, es refereixen a ell com «l'assessor insolent». Venizelos, després del seu acomiadament, segueix políticament en un segon pla. El desembre de 1901 va respondre als càrrecs amb cinc articles al diari Kirix. El príncep va fer empresonar el seu antic ministre.

## La revolta
Es torna a parlar d'Elevthérios Venizelos a la primavera de 1905, quan esclata una insurrecció contra el govern cretenc. És el líder i denuncia la corrupció del seguici del príncep Jordi i la incapacitat d'aquest per fer acceptar a les Grans Potències la idea de l'annexió de Creta per Grècia.
Durant la revolta cretenca de 1897 que va portar a Jordi de Grècia com a cap de Creta, Venizelos era aleshores un fervent defensor de la unió de Creta amb Grècia. Quan va prendre possessió com a primer ministre de l'illa, la seva visió era més la de l'autonomia de l'illa, jutjant que era prematur aconseguir la unió. Durant el període en què es va trobar retirat del poder, Venizelos va tornar a canviar la seva concepció de la qüestió cretenca. Com el 1897, ara defensa la unió a tota costa. Encara que absent de la vida política, va mostrar el seu suport als partidaris del sindicat (Enosi) durant les manifestacions..

### L'àplec de Thérisso
El febrer de 1905, Venizelos va preparar el seu cop d'estat a Thérisso amb un grup de 17 dirigents cretencs que es van convertir en el nucli del seu moviment. Primer s'hi sumen 300 revolucionaris que, tot i que no suposen una gran amenaça des del punt de vista militar, resulten molt difícils de desallotjar, amagats als congosts de Thérisso. El seu impacte polític és important: en vint dies, uns 7.000 simpatitzants s'uneixen a Thérisso.

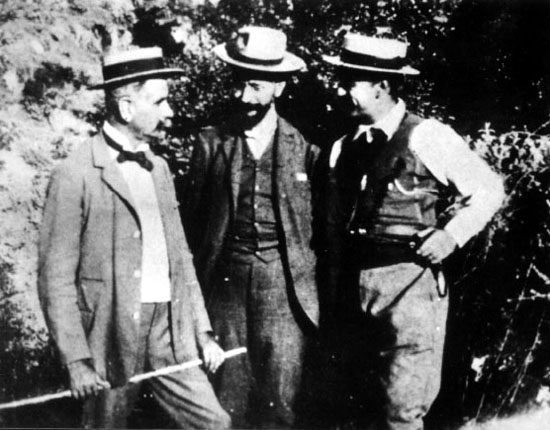
Foumis, Venizelos i Manos a Thérisso, 1905
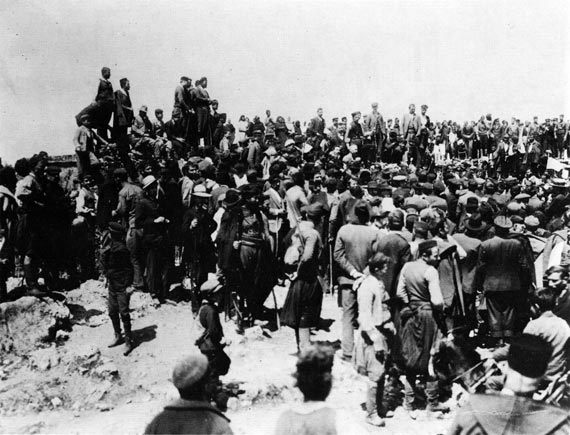
Àplec durant un discurs de Venizelos, 25 de març de 1905

La rebel·lió va esclatar a plena llum del dia el 10 de març (julià) / 23 de març de 1905 (gregorià) de 1905 i va reunir els opositors a Jordi de Grècia, que el van acusar d'autoritarisme i de mesures antidemocràtiques. Aquell dia, uns 1.500 cretencs es van reunir a Thérisso, que després es va convertir en el centre de la revolta. Des dels primers moments, hi ha enfrontaments entre la gendarmeria i els rebels. La idea impulsora d'aquesta rebel·lió és la vinculació de Creta a Grècia. El primer dia de l'aixecament, Venizelos declara que l'enosi no és possible mentre el príncep Jordi segueixi sent Alt Comissari de l'illa. El text d'un plebiscit votat pels revoltats va ser llegit a l'església de Saint-Georges de Thérisso el 10 de març de 1905:
| « | El poble cretenc, reunit en assemblea general a Thérisso, avui 11/24 de març de 1905, proclama la seva unió política amb el regne de Grècia, en un únic estat lliure i constitucional. | » |

L'endemà d'aquesta declaració, Papayanakis, diputat de l'assemblea de Creta, i Konstantinos Manos comuniquen als cònsols de les Grans Potències les raons que porten Venizelos a la revolta. Evoquen el caràcter transitori del govern vigent i la voluntat d'unir, a llarg termini, Creta amb Grècia. També esmenten la naturalesa inestable del govern vigent, que impedeix que el capital estranger inverteixi a l'illa i no permet el seu desenvolupament. Finalment, es refereixen a un descontentament general que creix dia rere dia a causa d'un govern proper, segons ells, a l'absolutisme..
L'oposició decideix no participar en les eleccions previstes per a l'11 de març (julià) / 24 de març de 1905 (gregorià) i que han de nomenar els 64 diputats cretencs que se sumen als deu designats directament pel príncep Jordi. Els insurgents de Thérisso demanen un boicot a les eleccions i una lluita armada contra el govern vigent. Uns mil homes, dels quals només la meitat estaven armats, van formar el nucli d'aquesta rebel·lió, al voltant de Venizelos, Konstantinos Foumis i Manos.
La nova assemblea, reunida el 20 d'abril de 1905 a Khanià, es va obrir amb un discurs del príncep Jordi sobre l'economia i les reformes que cal portar al país. Però, tan bon punt va sortir de la cambra, l'assemblea va votar a favor de l'annexió. A la sala d'actes, totalment decorada amb banderes gregues, els diputats proclamen la unió de Creta amb la pàtria grega i la posen sota el control del rei Jordi I. Aleshores comuniquen aquesta resolució als cònsols de les Grans Potències a Khanià.
El 31 de maig de 1905, en acabar la sessió parlamentària, la majoria dels diputats es van incorporar a l'Assemblea de Thérisso. Un mes després, dos dels principals consellers del príncep, Kriaris i Koundouros (el ministre d'Hisenda), dimiteixen dels seus càrrecs per incorporar-se al seu antic col·lega a les muntanyes..

### Una quasi guerra civil
Jordi de Grècia declara la llei marcial, qui només té 1100 gendarmes a la seva disposició i les Potències Europees, però la presència de dos governs paral·lels provoca una aparença de guerra civil entre la població i els enfrontaments causen algunes víctimes a la regió de Khanià. Els darrers dies d'abril es van produir enfrontaments a Voukolies entre gendarmes i rebels. Tenen conseqüències greus: tres rebels i dos gendarmes moren, quinze pagesos són ferits. Durant l'enfrontament, els locals dels gendarmes són incendiats per la població.
A principis d'agost de 1905, els locals de la duana de Kasteli va ser presa pels revoltats. El matí del 7 d'agost de 1905, el vaixell de guerra rus Krabry, amb 200 tropes imperials i alguns gendarmes cretencs a bord, va fondejar a Kasteli. Dos oficials russos i un tinent italià de la gendarmeria van a trobar-se amb els rebels per iniciar converses. El gendarme italià ordena als insurgents que onegin la bandera blanca en la propera mitja hora o seran bombardejats. Una hora i mitja més tard, el Krabry va obrir foc. Aquest incident va causar més malestar. Mentre Konstantinos Manos marxa cap a Rethymnon amb l'objectiu d'alliberar presos polítics, els insurgents ataquen Koube (a l'oest de Réthimno). L'endemà, el coronel Ourbanovitx hi va enviar 50 soldats d'infanteria per defensar la posició, però els soldats russos van patir un revés. Ourbanovitx hi va anar ell mateix al capdavant d'una tropa de 400 soldats. Davant d'aquests nous reforços, els rebels van haver d'abandonar les seves posicions i retirar-se cap al sud fins a Atsipopoulo, prop de Réthimno. Després de violentes baralles contra els russos i els gendarmes, els cretencs acaben entregant la ciutat als russos. Alguns líders insurgents es troben entre les víctimes dels combats. Els informes del cònsol francès a Khanià esmenten que, malgrat aquests fets, els insurgents no van dur a terme un atac sistemàtic contra les tropes europees..

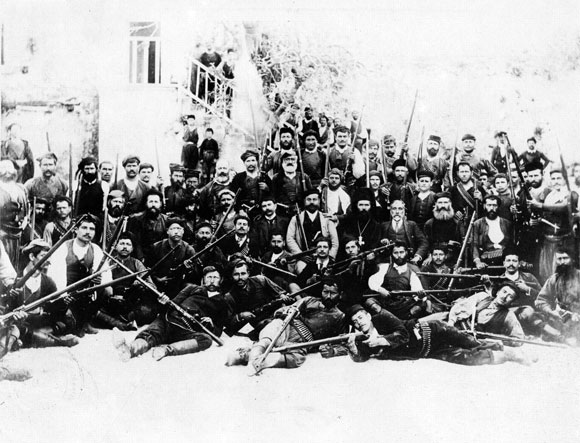
Revolucionaris a Therisso
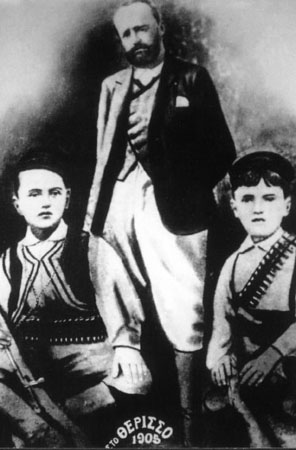
Venizelos i els seus fills Kyriakos i Sophoklis a Therisso, 1905

A principis de l'estiu de 1905, el príncep Jordi es va adonar de la importància de renovar el diàleg amb Venizelos. Volia fer-ho a través d'un conegut comú, un tal Bourchier, aleshores corresponsal a l'Orient del Times. Acceptant inicialment una entrevista al campament de Therisso, Elevthérios Venizelos va acabar declinant la invitació, argumentant que qualsevol cooperació amb l'Alt Comissari era impossible.
Al setembre, durant la represa de la sessió parlamentària, l'assemblea, encoratjada per la revolta de Therisso, vota diverses reformes fruit directament del programa venizelista:
- Abolició del privilegi del príncep de nomenar alcaldes i regidors municipals;
- Establiment del sufragi universal masculí per a tots els càrrecs municipals;
- Abolició del privilegi del príncep de nomenar 10 diputats de la seva elecció;
- Derogació de les restriccions a la llibertat de premsa;
- Modificació de les lleis electorals.

I abans que els partidaris del príncep tinguessin temps de respondre, es decideix convocar una Assemblea Nacional que pugui legislar en tots els punts necessaris.
L'arribada de l'hivern dificulta la vida a la muntanya als revoltats. A més, a partir d'octubre, la situació financera és preocupant. També va ser a l'octubre que el moviment va experimentar les seves primeres desercions. Les bandes de rebels de la regió de Sitia deixen les armes i es beneficien d'una amnistia. A mitjans d'octubre, Venizelos i els seus companys reconeixen que els costa mantenir la revolta, sobretot perquè les últimes operacions militars són ara directament dirigides contra ells, sobretot pels russos. Informen que estan disposats a posar el destí de l'illa en mans de les Potències. Venizelos inicia noves negociacions amb els cònsols per tal d'obtenir un màxim de concessions pel que fa als afers interns de l'illa. En una carta adreçada a les Grans Potències, afirma la seva intenció de deposar les armes a canvi de condicions honorables. La majoria dels insurgents estan disposats a deposar les armes i, per als que es neguen a deixar les armes, es proposa transportar-los a Grècia sense ser desarmats. A canvi de 800 fusells i bales, seria possible una amnistia per als revoltats, a excepció dels gendarmes que havien desertat. En aquestes condicions, Venizelos accepta la rendició. Pocs dies després, va obtenir el dret d'enviar els gendarmes desertors a Grècia. El 25 de novembre de 1905 es va aixecar el campament de Thérisso i es va declarar l'amnistia.

### L'organització de la revolta

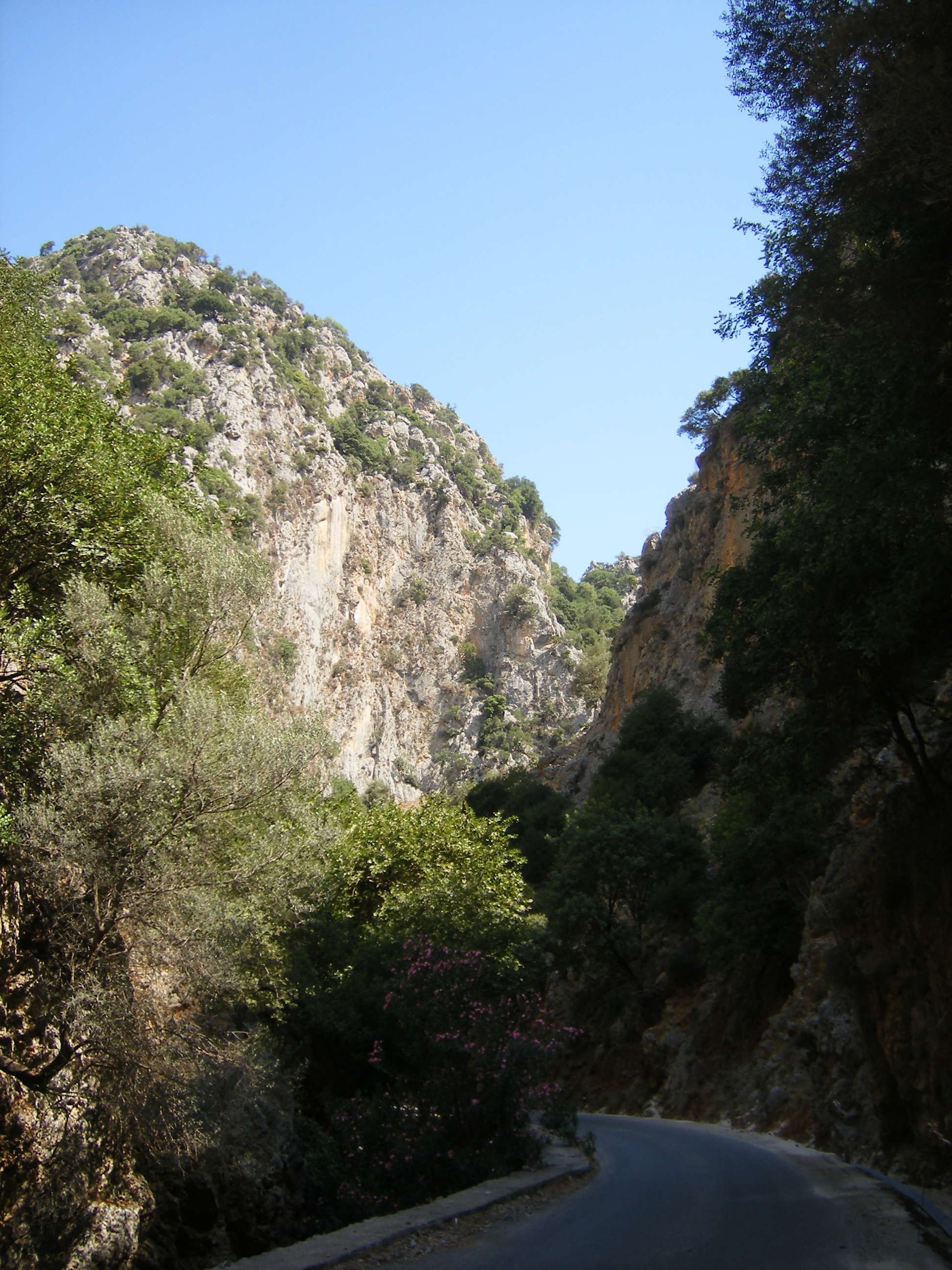
Gorges de Thérisso. El camí, que recorre el llit del riu al fons del congost, no existia en el moment de la revolta.

El poble de Thérisso va ser escollit per Venizelos per la seva posició estratègica, a 14 km de Khanià, per les seves fortificacions naturals al peu de les Lefka Ori (Muntanyes Blances) i el seu fàcil accés a altres pobles i valls, tant al voltant de Khanià com cap a Sfakià.
El pas a Thérisso està protegit per uns congosts estrets, fàcils de controlar pels revoltats. A més, aquests congostos són la llar de moltes coves i cavernes que són tots refugis naturals per als nombrosos insurgents que conflueixen a Thérisso.
El poble ja és, abans de 1905, símbol de resistència. El 1821, durant la guerra d'independència grega, uns quants centenars de grecs van derrotar allà un exèrcit de 21.000 otomans.
Des de Thérisso, Venizelos organitza un govern provisional que imprimeix els seus propis segells i el seu diari. Papayanakis, antic membre de l'assemblea de Creta és escollit president de l'assemblea insurreccional i és assistit per quatre vicepresidents:
- L'amic d'infància de Venizelos, Konstantinos Foumis, antic fiscal, diputat i exministre, s'encarrega de l'aspecte financer;
- Konstantinos Manos, exalcalde de Khanià, s'encarrega de l'aspecte militar i ocupa el càrrec de secretari general
- Venizelos s'ocupa de la part política.
- Pel que fa a la custòdia del campament, es confia a un tal Emmanouil Papaderos.[13]

Per donar suport a l'esforç bèl·lic dels insurgents, Venizelos ha de contractar préstecs. Pren préstecs a Grècia 100.000 francs en bons de 5 francs cadascun.

### Les reaccions internacionals

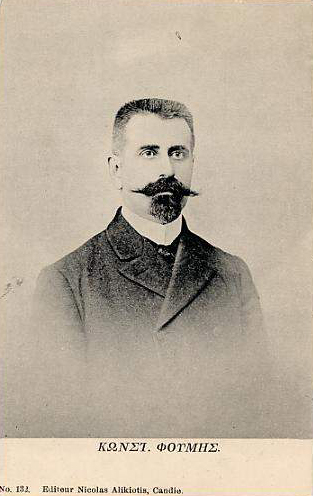
Konstantinos Foumis

Des de l'inici de la insurrecció es van organitzar nombroses reunions entre els cònsols de les Grans Potències amb seu a Creta. Es planteja ràpidament el reforç de la gendarmeria local per part de les tropes europees. Ràpidament també, el príncep Jordi de Grècia aconsegueix de les Potències Europees la creació d'un organisme internacional per ajudar la policia cretenca per tal de protegir Khanià d'un atac dels rebels des de les muntanyes.
El govern grec, liderat per Theodoros Deligiannis, condemna l'acció de Venizelos. Deligiannis informa el príncep Jordi del seu suport i convida els diaris atenesos a condemnar el cop d'estat de Venizelos.
Entre les nacions europees, Rússia és la nació que reacciona més ràpidament davant aquests esdeveniments. Segons Chester, els contingents russos són especialment durs pel que fa als venizelistes. De març a abril, un contingent del tsar va marxar cap a les Lefka Ori en companyia dels gendarmes cretencs. A principis de juny, les tropes russes van desembarcar a Creta i van prendre alguns pobles mentre la flota russa en bombardejava uns quants altres. Els britànics, malgrat el seu suport al règim vigent, només prenen unes quantes accions simbòliques sense cap efecte real. Pel que fa als francesos i als italians, eviten dedicar-se a qualsevol activitat antirevolucionària. Una força internacional està reunida a Alikianos, a la carretera de Thérisso, disposada a rebre instruccions. Amb l'arribada de les tropes a Alikianos, el coronel Lubanski de l'exèrcit francès va organitzar una primera reunió amb els revoltats, entre Alikianos i Therisso, en un lloc on els revoltats veien inevitablement els exèrcits europeus reunits a la vall. La reunió va tenir lloc l'1 d'abril de 1905 amb Konstantinos Foumis i Konstantinos Manos, i el coronel Lubanski va rebre les queixes dels insurgents. L'endemà, Lubanski va anar a Th´wrisso amb un missatge per a Venizelos: «Les Potències són unànimes sobre la impossibilitat d'annexió de l'illa per Grècia».
Després de la declaració d'independència de l'assemblea de Creta l'abril de 1905, les Grans Potències responen el 2 de maig (julià): «Les Grans Potències estan resoltes a utilitzar les seves forces navals i militars si cal per mantenir l'ordre». El mateix dia, a Càndia, la bandera grega que onejava sobre un edifici governamental va ser retirada discretament per l'exèrcit britànic abans de ser substituïda per la bandera de Creta.
Les Grans Potències, adonant-se aleshores que el príncep Jordi ha perdut el suport popular, organitzen negociacions. El 13 de juliol de 1905, els líders dels insurgents van ser convidats a reunir-se amb els cònsols europeus. El 14 de juliol de 1905, Venizelos, Foumis i Manos els van reunir en un monestir prop de Murniés. Cada cap va al monestir acompanyat dels seus homes, que envolten l'edifici, però sense crear cap incident. Cadascuna de les parts va quedar acampada en les seves posicions, i no es va arribar a cap acord durant l'entrevista.
El 31 de juliol, les Potències declaren la llei marcial. L'abast d'aquesta mesura sembla mínim; els insurgents controlen llavors tot l'oest de l'illa, on regna l'ordre, i estan disposats a retirar-se a les Lefka Ori si cal.
Les tropes internacionals són llavors més actives. Els britànics ocupen Càndia, els russos Réthimno, els italians Kíssamos i els francesos Àgios Nikólaos, Sitia i Ieràpetra. A Réthimno, els russos declaren l'estat de setge i les mesures que prenen són més severes que a les altres regions de l'illa.
El novembre de 1905, en resposta a la carta de Venizelos afirmant el seu desig de rendició, les Potències van concedir grans reformes i van proclamar una amnistia general a canvi de 700-800 fusells.
Una comissió internacional visita l'illa i recomana la revisió de la gendarmeria cretenca perquè sigui dirigida per oficials grecs, i la retirada de les forces internacionals presents a l'illa des de 1897.

## El final del conflicte
A finals de novembre de 1905, prop de 1000 insurgents i gendarmes van ser enviats a Grècia. Però, malgrat aquestes sortides i l'aturada de la revolta per part de Venizelos, les tensions són sempre fortes a Creta i l'illa pot tornar a sacsejar-se amb la insurrecció. Les tensions entre els partidaris de cada bàndol porten al conflicte. Durant les eleccions municipals, l'elecció de 40 alcaldes de l'oposició dels 77 càrrecs a cobrir va provocar vessament de sang.
El febrer de 1906, les Grans Potències van encarregar una missió per avaluar qüestions administratives i financeres a Creta. A finals de març, els membres de la comissió van acabar el seu estudi, que van sotmetre als Poders.
L'any 1906 torna a estar marcat per les eleccions legislatives al maig. El partit del príncep va obtenir 78 escons a l'assemblea contra 36 a l'oposició. En l'obertura de la sessió parlamentària del juliol, el príncep Jordi va anunciar que l'informe de la comissió internacional estava sent estudiat per les Grans Potències, que també s'estaven plantejant com es podrien tenir en compte les aspiracions nacionals dels cretencs. Reforçada en les seves intencions, l'assemblea vota una vegada més l'annexió de Creta per Grècia i suspèn les seves activitats fins que es conegui la decisió de les Potències.
El 25 de juliol de 1905, les Grans Potències van proclamar a Khanià la sèrie de reformes proposades a l'illa:
- Reforma de la gendarmeria, posant al seu cap un oficial grec;
- Creació d'una força armada cretenca per permetre la retirada definitiva de les tropes internacionals;
- Concessió d'un préstec de 9.300.000 francs; dos terços es dediquen a obres públiques i el terç restant serveix com a compensació a les víctimes d'insurreccions passades;
- Extensió de la Comissió de Finances Grega a Creta (aquesta Comissió Internacional controla les finances gregues);
- Creació d'una comissió formada per cretencs i cònsols per a l'examen de les expropiacions de propietats, terres, mesquites i cementiris musulmans;
- Igualtat de drets per a cristians i musulmans;
- Revisió de la Constitució;
- Acord sobre punts de contenció amb Turquia que inclou: qüestió de la bandera nacional, detenció de presoners cretencs a Turquia, tarifes de telègraf, protecció dels cretencs a l'estranger i a Turquia;
- Recomanació que obliga els cònsols a consultar les autoritats locals sobre qualsevol qüestió d'ordre comú;
- Ajornament del pagament dels interessos del préstec de 4.000.000 de francs fins a 1911.

Venizelos està disposat a acceptar les propostes. Al contrari, el príncep Jordi II les veu amb hostilitat. En els dies següents, va demanar a Atenes que presentés la seva renúncia a les Potències. El seu pare, el rei Jordi I, va utilitzar tot el seu poder per modificar les reformes concedides a l'illa. L'única concessió que pot obtenir és el dret a escollir el successor del seu fill.
A l'assemblea, 80 dels 130 diputats van manifestar la seva disconformitat amb la idea de substituir Jordi. Tots estan a prop del govern. Aquesta nova oposició amenaça de tornar a submergir l'illa en la revolta. Com més a prop sembla la partida del príncep, més s'agiten els seus partidaris amb l'esperança d'una nova intervenció europea. Tanmateix, aquesta vegada, per a les Potències, és evident que la situació només pot millorar amb la marxa de Jordi.
El 12 de setembre (julià) / 25 de setembre de 1905 (georgià), el príncep Jordi va abandonar definitivament l'illa. Molts simpatitzants van confluir llavors a Khanià per acomiadar-se d'ell. 600 d'ells estan armats, la qual cosa augmenta la tensió del moment. Aleshores ja no es tracta de retardar la seva sortida i de fer grans cerimònies. És portat a bord del Psara i, quan la multitud comença a escalfar-se, les tropes intervenen al mateix temps que els soldats britànics desembarquen.

## Conseqüències
El príncep Jordi de Grècia és substituït per Alexandros Zaïmis, antic president del Consell Hel·lènic, per un període de cinc anys. Va prendre possessió el 18 de setembre de 1906. A partir de juny de 1906, un acord entre els antics rebels de Thérisso i l'assemblea de Creta va permetre la creació d'una assemblea constituent sota la direcció d'Antonios Michelidakis. L'assemblea constituent va presentar la nova constitució el 2 de desembre de 1906 a Alexandre Zaimis, que aleshores va jurar fidelitat a la nova constitució.
L'ordre torna a l'illa. S'organitza una administració, s'aproven lleis per millorar els sistemes sanitaris i educatius. El juliol de 1907, Michelidakis va ser elegit president de l'assemblea de Creta per 34 vots contra 31 de Konstantinos Foumis. Impressionades pels esforços del govern cretenc, i després d'haver obtingut garanties sobre el destí de la població musulmana, les Potències Europees van decidir repatriar les seves tropes. El 26 d'agost de 1908, els primers contingents francesos s'embarcaren a Khanià, iniciant el camí per a una evacuació completa de l'illa.

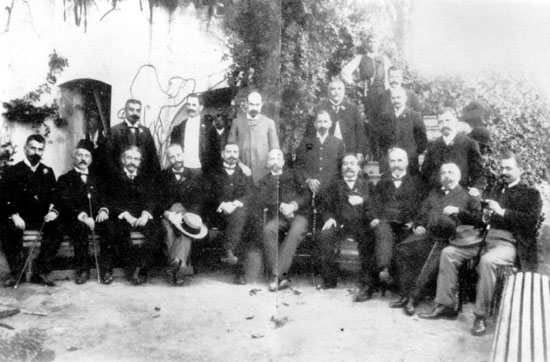
Comitè d'elaboració de la Constitució de Creta, 1906
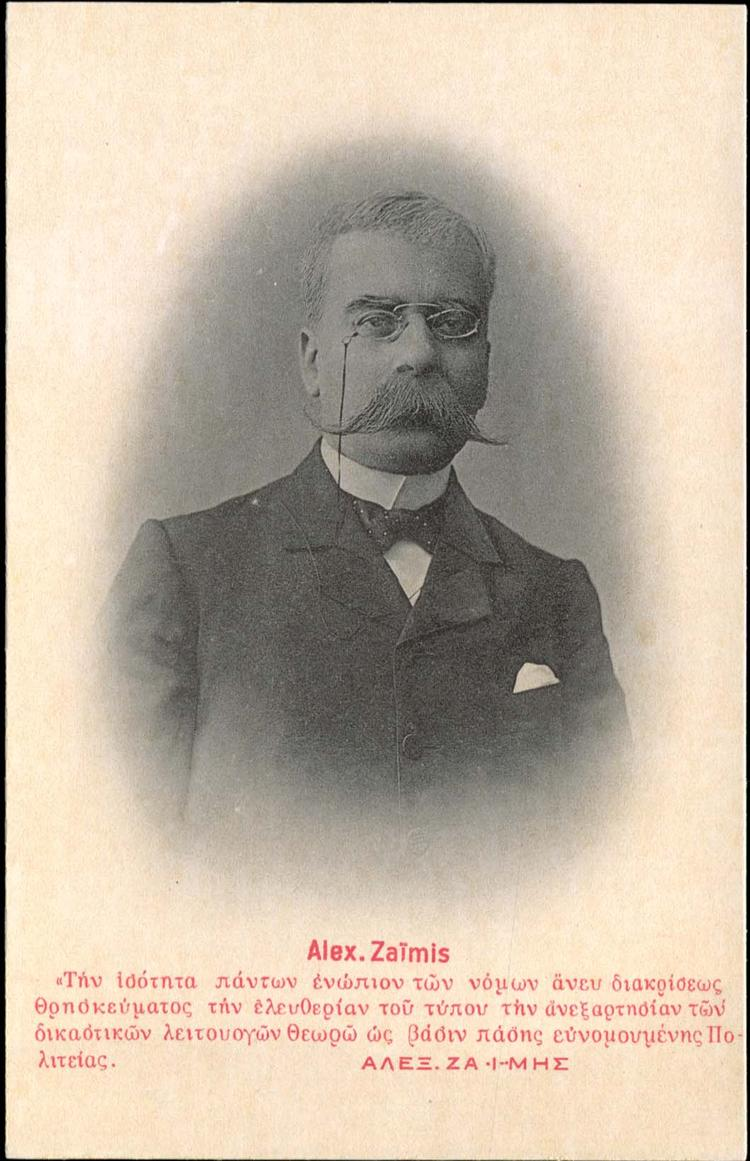
Aléxandros Zaïmis

El 1908, la revolució dels Joves Turcs va alterar el panorama polític otomà i va tensar les relacions entre Turquia i Creta. Els nous governants de l'Imperi volen revertir els acords passats sobre l'estat de l'illa i volen que Creta es torni a unir a l'Imperi Otomà. El 10 d'octubre, aprofitant l'absència d'Aléxandros Zaïmis, el comitè que el substituïa va proclamar la unió de Creta amb Grècia, posició aleshores aprovada pel parlament. S'elimina el càrrec d'Alt Comissari i s'adopta la constitució grega. Es reuneix un comitè executiu, en el qual Venizelos es troba a càrrec d'Afers Exteriors. El govern grec de Geórgios Theotókis no s'arrisca a ratificar aquesta unió. Tanmateix, les Grans Potències protesten feblement, i continuen amb la seva retirada militar que acaba el juny de 1909. El 1913, després de la primera guerra balcànica, Creta aconsegueix la unió oficial amb Grècia.
La revolta de Thérisso estableix la notorietat d'Elevthérios Venizelos a Creta però també a la Grècia continental. Va ocupar el càrrec de primer ministre de Creta d'abril a setembre de 1910. L'octubre de 1910 va ser cridat pel rei Jordi I al càrrec de primer ministre de Grècia. Un càrrec que va ocupar set vegades entre 1910 i 1933.